# Corabia
Corabia (rumænsk udtale: [koˈrabi.a]) er en lille Donauhavn i distriktet Olt i Oltenien, Rumænien, som har 13.527 (2021) indbyggere. Før Anden verdenskrig var en del af det nu opløste distrikt Romanați. På den anden side af Donau fra Corabia ligger den bulgarsken landsby Gigen.

## Geografi
Corabia ligger i den sydlige del af distriktet Olt, på venstre bred af Donau, på grænsen til Bulgarien.  Den administrerer to landsbyer, Tudor Vladimirescu og Vârtopu. Byen huser en fodboldklub, flere butikker og barer, det "hemmelige springvand" (et usædvanligt stykke ingeniørkunst); den ortodokse katedral Den Hellige Treenighed (en af de største bygninger af sin art i Rumænien), samt en monumental statue midt på byens torv til minde om brugen af Corabias faciliteter i det første angreb under den rumænske selvstændighedskrig i 1877. Corabia har også et vigtigt arkæologisk museum med  bl.a. en bemærkelsesværdig samling af romersk keramik. Fra byens havn kan man foretage udflugter langs Donau med stop ved den nærliggende ø Băloi.

## Historie
Nedenfor Corabia, omkring den tidligere landsby Celei, ligger resterne af Sucidava, en gammel dakisk og romersk by og fæstning. I nærheden af byen byggede kejser Konstantin den Store den længste europæiske bro over Donau (2.437 m). Broen blev ødelagt under avar-invasionerne, sandsynligvis i det 7. århundrede.  Ruinerne indeholder også et gammelt romersk bad og en gammel basilika.  Navnet Corabia afspejler det faktum, at den nye bebyggelse blev bygget af resterne af et forlist Genoisk skib (corabia er en rumænsk betegnelse for "sejlskib", der specifikt bruges om "galease"). Den blev en blomstrende havn i 1880'erne.
Under kommunistiske regime udviklede Corabia sig til en betydelig produktionsby med en sukkerfabrik, møbelfabrik, garveri, en fiberproduktionsfabrik og forskellige andre faciliteter. I nyere tid er byens befolkning dog svundet ind. Mange indbyggere er flyttet til større byer i kølvandet på lukningen af mange af Corabias fabrikker.

## Gallery
- Kulturhus og arkæologisk museum
- Corabias Centrum
- Donau i Corabia
- Monument for krighelte i selvstændighedskrigen i 1877
- 1. maj-gaden
- Sucidava's "hemmelige springvand"
- Katedralen Den Hellige Treenighed